# Bird McIntyre
Pour les articles homonymes, voir Bird et McIntyre.
 (juin 2012).
Bird McIntyre (né Albert Thongchai McIntyre le 8 décembre 1958) est un chanteur de pop thaïlandais dont la carrière discographique a commencé en 1986. Il est aussi connu sous le patronyme de Thongchai McIntyre (ธงไชย แมคอินไตย์) et de Pi Bird. C'est aussi un acteur de nombreuses séries télévisées et de quelques films. 

## Biographie
Bird est connu pour sa musique pop (musique string) mais également luk thung. Il a aussi joué dans des films de cinéma et lakorn.
Bird est né à Bangkok en 1958 de James et Udom McIntyre. Son père, d'origine thaï et écossais, est mort quand il était encore un enfant.
Bird est devenu chanteur lorsqu'il avait une vingtaine d'années, et depuis il domine l'industrie de la musique pop thaïlandaise, devenant l'ambassadeur de la musique thaïlandaise sur la scène mondiale.
Son rôle le plus célèbre à la télévision thaïlandaise est en 1990 celui du capitaine Kobori dans Koo Kam (คู่กรรม /Khu Gam), une tragédie amoureuse en 26 épisodes   entre un soldat japonais et une fille thaïlandaise durant la Seconde Guerre mondiale.
Ses deux films les plus célèbres sont The Red Roof (หลังคาแดง / Langkha Daeng) et  Sunset at Chaophraya (คู่กรรม /Khu Gam), deux films réalisés par Euthana Mukdasanit.
Ses chansons les plus connues sont Sabai Sabai/สบาย สบาย, Prik Kee Noo/พริกขี้หนู et Boomerang/บูมเมอแรง.
Beaucoup plus récemment Lao soo gun fang/เล่าสู่กันฟัง, Khon mai mee fan/คนไม่มีแฟน et certains hits pop & luk thung (Mah Tummai/มาทำไม avec Jintara Poonlarp, Fan Ja/แฟนจ๋า avec Jintare, Nat Myria et Kat English).
Son dernier album en date est Simply Bird sorti en novembre 2007.
Son dernier concert (été 2008) fut un grand succès.

## Discographie (albums & singles)
- Hard-Sai Sai-Lom Song-Rao (1986)
- Sabai-Sabai (1987)
- Rub-Kwun-Wan-Mai (1987)
- Sor-Kor-Sor (1988)
- Thongchai 2501 (1988)
- Boomerang (1990)
- Boomerang Man (Live from Concert)
- Bird Chilli (1991)
- Wan-Nee Tee Ror-Koy (Lakorn Soundtrack)
- Tor-Thong (1994)
- Tor-Thong Kab Tor-Ther Nan-Lae (Live form Concert)
- Dream & Reality (Live from Concert)
- Feather & Flower (1995)
- Dream (Single)
- Dream (1996)
- Sunset at Chaophraya (Movie Soundtrack) (1996)
- Bird Unreleased (1997)
- Singing Bird (Live from Concert) (1997)
- Niramitr (Lakorn Soundtrack) (1998)
- Thongchai Service (1998)
- Thongchai Service Special (1998)
- Tu-Pleng Saman Prajam Barn (1999)
- 100 Pleng Rak Mai Roo Job (2000)
- Bird Love Beat 1 & 2 (Apr 4, 2001)
- Smile Club (Oct 2001)
- Smile Club Remix (Mar 29, 2002)
- Rab Khak (Nov 2002)
- Fan Ja...Sanid Kun Leaw Ja (Mar 17, 2003)
- Bird Sek (Jun 2004) with Sek LosoSpecial Album with 20 Years G"mm' Grammy
- Volume 1 (Jul 2005)
- Village (Sep 2006)
- Bird Perd Floor [Disco,Luktung, Ballroom Cha Cha] (Dec 2006)
- Simply Bird (Nov 2007)
- Singing Bird Vol 1&2 (Fév 2010)
- Asa sanuk ( Déc 2010)

## Filmographie
- 1987 : The Red Roof (หลังคาแดง / Langkha Daeng)[2] réalisé par Euthana Mukdasanit
- 1996 : Sunset at Chaophraya (คู่กรรม /Khu Gam) réalisé par Euthana Mukdasanit
- 2004 : 2046 réalisé par Wong Kar-wai : Bird

Série TV :
- Numtarn Maai (น้ำตาลไหม้)
- Mongkut Fang (มงกุฏฟาง)
- Tayaat khun pooying (ทายาทท่านผู้หญิง)
- Ruk nai sai mok (รักในสายหมอก)
- Muer ruk rao (เมื่อรักร้าว)
- Kamin kup poon (ขมิ้นกับปูน)
- Wong wean hua jai (วงเวียนหัวใจ)
- Baan soi dao (บ้านสอยดาว)
- Plub pleung see chompoo (พลับพลึงสีชมพู)
- Duang fai yai mai song chan (ดวงไฟไยไม่ส่องฉัน)
- Neu Nang (เนื้อนาง)
- Khu Kam (คู่กรรม) as Kobori
- Wan née tee ror koy (วันนี้ที่รอคอย)
- Niramit (นิรมิต)
- Kuam song jum mai hua jai duem (ความทรงจำใหม่ หัวใจเดิม)
- Kol Kimono (กลกิโมโน)

## Distinctions
- Commandeur de l'ordre de l'Éléphant blanc (Thaïlande, 1991)